# Lydie Franka Bartošová
Lydie Franka Bartošová, rozená Lydie Hejnová (* 9. ledna 1983, České Budějovice), je česká politička, knihovnice a od roku 2018 zastupitelka městské části Praha 2.

## Život

### Studium, zaměstnání
Původem je z jižních Čech. Studovala na Biskupském gymnáziu v Českých Budějovicích, toto studium však nedokončila. Následně přešla do Prachatic a studovala tam pedagogiku se zaměřením na muzikoterapii. Maturovala v oboru výchovná a humanitární činnost se specializací muzikoterapie. Od roku 2021 studuje knihovnictví a informační vědu na Univerzitě Karlově v Praze.
Pracovala jako učitelka v mateřské školce. V současnosti pracuje v Ústřední knihovně ČVUT.

### Rodina
Z prvního manželství má dceru Amélii. Dne 17. listopadu 2015 se provdala za Ivana Bartoše. V srpnu 2020 se jim narodil syn Bertram. Lydie Franka jsou křestní jména.

### Politická kariéra
K Pirátům se přidala začátkem roku 2012. Dne 29. prosince 2012 byla přijata do České pirátské strany. Je členkou Republikového výboru Pirátské strany a předsedkyní místního sdružení Piráti Praha 2.
Ve volbách do Poslanecké sněmovny PČR v roce 2017 kandidovala na 10. místě kandidátky Pirátů v Praze, ale nebyla zvolena.
V komunálních volbách v roce 2018 kandidovala do zastupitelstva Prahy 2 ze 4. místa kandidátky České pirátské strany. Mandát zastupitelky městské části se jí podařilo získat. V komunálních volbách v roce 2022 kandidovala do zastupitelstva Prahy 2 ze 7. místa kandidátky Pirátů. Mandát zastupitelky se jí podařilo obhájit.